# Du hast das Leben noch vor dir
Du hast das Leben noch vor dir (deutsche Neuübersetzung: Du hast das Leben vor dir, Originaltitel: La vie devant soi) ist ein im Jahr 1975 von Romain Gary unter dem Pseudonym Émile Ajar veröffentlichter Roman. Er wurde noch im selben Jahr mit dem Prix Goncourt ausgezeichnet.

## Handlung
Der vierzehnjährige Mohammed, Momo genannt, lebt im Pariser Stadtviertel Belleville bei Madame Rosa, einer alten Jüdin, die Auschwitz überlebt hat. Hier hat ihn sein Vater vor vielen Jahren abgegeben. Er ist nicht das einzige Kind dort. Die meisten Kinder, die Rosa aufzieht, stammen von Prostituierten, die dafür Geld anweisen. Momo schlägt sich durch, so gut er kann. Als Madame Rosa älter wird und sich ihr Zustand dramatisch verschlechtert, steht er ihr in den letzten Tagen bei.
Der Roman ist in der Ich-Form geschrieben. Momo hat so viel Bildung, wie er aus den Gesprächen mit Madame Rosa, Nachbarn und Bekannten aus Belleville gezogen hat. Für den Leser bedeutet dies eine Begegnung mit dem Verstand und der Perspektive eines kleinen, unschuldigen, im Elend aufwachsenden Jungen. Momo kennt natürlich nur seine Welt; es ist die Welt von Nutten, Transvestiten, Waisen, Afrikanern und Arabern. Von Madame Rosa weiß er so viel, dass sie Jüdin ist, da mal etwas mit einem Monsieur Hitler war, sie immer noch Angst vor der Gestapo und keine Papiere hat, weil einem Papiere immer gefährlich werden können. Über sich selbst weiß er von Madame Rosa, dass sie ihn als „Mohammed, daher Moslem“ empfangen hat.
Eines Tages steht sein leiblicher Vater vor der Tür und will seinen Sohn sehen. Madame Rosa, die Momo liebt und ihn um nichts in der Welt hergeben möchte, ist in diesem Augenblick geistesgegenwärtig genug, Momo nicht zu verraten; also behauptet sie, seinen Sohn versehentlich vertauscht zu haben, und der als Jude aufgezogene Moïse sei sein Kind. An dieser Information stirbt der Mann plötzlich. Momo weiß jetzt, dass er in Wirklichkeit vier Jahre älter ist, als er bislang gedacht hat, und dass seine Mutter Aïcha von seinem Vater umgebracht wurde, der dafür zwar nicht ins Gefängnis, aber in die Psychiatrie kam.
Als sich Madame Rosas Gesundheitszustand weiter verschlechtert, will er sie davor bewahren, wie Gemüse im Krankenhaus ohne Bewusstsein am Leben gehalten zu werden. Allen, die ihn fragen, erzählt er, Madame Rosa werde von Verwandten aus Israel geholt. Tatsächlich gehen Momo und Madame Rosa, die ihre letzten Kräfte mobilisiert, in ihr „jüdisches Versteck“ im Keller. Dort stirbt Madame Rosa. Momo will es tagelang nicht wahrhaben, schminkt und parfümiert sie, aber irgendwann kommt alles heraus und Momo kann seine wahre Geschichte erzählen.

## Verfilmungen
Die erste und bekanntere Verfilmung wurde im November 1977 als „La Vie devant soi“, englisch und deutsch 1978 als „Madame Rosa“, durch Moshé Mizrahi mit Simone Signoret als Hauptdarstellerin veröffentlicht. Das Werk erhielt 1978 den Oscar für den „besten fremdsprachigen Film“ in den USA. Signoret bekam 1978 für diese Rolle den César als „beste Schauspielerin“.
2010 entstand nach einer Theaterfassung von Xavier Jallard und einem Drehbuch von und mit Myriam Boyer, die bereits am Theater in der Hauptrolle der Madame Rosa brilliert hatte, eine Neuverfilmung fürs Fernsehen, bei der Boyer diesmal sowohl die Regie als auch wiederum die Hauptrolle übernahm. Diese Version wurde erstmals am 22. Dezember 2010 auf ARTE ausgestrahlt.
2020 verfilmte Edoardo Ponti den Stoff unter dem Titel La vita davanti a sé (deutsch: Du hast das Leben vor dir) erneut. Die Hauptrolle der Madame Rosa spielte Sophia Loren, die Mutter des Regisseurs. Die Handlung wurde von Frankreich nach Italien verlegt. Der Film wurde am 13. November 2020 ins Programm von Netflix aufgenommen.

## Trivia
Die Figur des Momo hat Ähnlichkeiten mit dem Sohn Diego Gary (* 1963) aus der Ehe von Romain Gary und Jean Seberg. Nach der Scheidung der Eltern wurde der Sohn im gemeinsam bewohnten Haus von einer spanischen Haushälterin aufgezogen. 
Die Zuerkennung des Prix Goncourt für Du hast das Leben noch vor dir führte zu einem der größten Skandale der französischen Literaturgeschichte, denn Romain Gary hatte unter seinem eigenen Namen diesen Preis bereits 1956 für Die Wurzeln des Himmels bekommen. Die Regeln des Prix Goncourt verbieten es, dass ein Autor mehrmals mit diesem Preis ausgezeichnet wird.
Motive von Du hast das Leben noch vor dir finden sich  in Éric-Emmanuel Schmitts Monsieur Ibrahim und die Blumen des Koran (Originaltitel: Monsieur Ibrahim et les fleurs du Coran) wieder, was zu entsprechenden Plagiatsvorwürfen geführt hat (siehe Weblinks).

## Ausgaben
Die Deutsche Nationalbibliografie verzeichnet 2008 insgesamt 17 deutschsprachige Ausgaben in der Übersetzung von Eugen Helmlé, sowie eine dänische (diese unter dem frz. Titel). Es gibt auch 2 Ausgaben nur unter dem Klarnamen Romain Gary: Diana-Verlag 2002 ISBN 3453195868 & ebd. 2003 ISBN 3453881567.
- Émile Ajar: Du hast das Leben noch vor dir. Roman. Aus d. Franz. von Eugen Helmlé. S. Fischer, Frankfurt am Main 1977
- Émile Ajar: Du hast das Leben noch vor dir. Roman. Verlag Volk und Welt, Berlin 1978
- In der BRD erschien 2007 eine Ausgabe in Französisch für Schulzwecke: Klett, Stuttgart ISBN 3-12-597269-8
- Nichtkommerzielles Hörbuch: Daisy-CD Nr. H 4506, 402 Minuten, erhältlich bei der DZB, (in Deutsch)
- Hörbuch in Französisch: CD, Gallimard, Paris 2004. Stimmen Bernadette Lafont, Sprecher Kamel Belghazi. Serie Ecoutez, lire. EAN 3260050672689

Neue Übersetzung
- Übers. Christoph Roeber:[1] Romain Gary, Du hast das Leben vor dir. Rotpunktverlag, Zürich 2017